# Liste der Nummer-eins-Hits in der Schweiz (1997)
Dies ist eine Liste der Nummer-eins-Hits in der Schweiz im Jahr 1997. Sie basiert auf den Top 100 Singles und Top 100 Alben der offiziellen Schweizer Hitparade. Es gab in diesem Jahr 13 Nummer-eins-Singles und 18 Nummer-eins-Alben.

## Singles
| ← 1996 ← | Liste der Nummer-eins-Hits in der Schweiz | Liste der Nummer-eins-Hits in der Schweiz | Liste der Nummer-eins-Hits in der Schweiz                                                                              | 1998 →                    |
| \| Zeitraum \| Wo. ges. \| Interpret \| Titel Autor(en) \| Zusätzliche Informationen \| \| (Zeitraum, Wochen auf Platz eins, Interpret, Titel, Autor[en], zusätzliche Informationen) \| \| \| \| \| \| ----------------------------------------------------------------------------------------- \| -------- \| ------------------------------------ \| ---------------------------------------------------------------------------------------------------------------------- \| ------------------------- \| \| 14. Dezember 1996 – 4. Januar 1997 3 Wochen \| 3 \| Tic Tac Toe \| Verpiss’ dich Musik: Thorsten Börger; Text: Thorsten Börger, Claudia Alexandra Wohlfromm, Liane Wiegelmann \| – \| \| 5. Januar 1997 – 18. Januar 1997 2 Wochen \| 2 \| Toni Braxton \| Un-Break My Heart Diane Eve Warren \| – \| \| 19. Januar 1997 – 1. März 1997 6 Wochen \| 6 \| Sarah Brightman & Andrea Bocelli \| Time to Say Goodbye (Con te partiró) Musik: Francesco Sartori; Text: Lucio Quarantotto \| – \| \| 2. März 1997 – 29. März 1997 4 Wochen \| 4 \| No Doubt \| Don’t Speak Gwen Renee Stefani, Eric Matthew Stefani \| – \| \| 30. März 1997 – 26. April 1997 4 Wochen \| 4 \| Tic Tac Toe \| Warum? Thorsten Börger \| – \| \| 27. April 1997 – 7. Juni 1997 6 Wochen \| 6 \| R. Kelly \| I Believe I Can Fly Robert Shirey Kelly \| – \| \| 8. Juni 1997 – 14. Juni 1997 1 Woche \| 1 \| Nana \| Lonely Bülent Aris, Nana Abrokwa, Toni Cottura \| – \| \| 15. Juni 1997 – 21. Juni 1997 1 Woche \| 1 \| Andrea Bocelli & Judy Weiss \| Vivo per lei (Ich lebe für sie) Musik: Valerio Zelli, Mauro Mengali; Text: Gigi Panceri; deutscher Text: Michael Kunze \| – \| \| 22. Juni 1997 – 19. Juli 1997 4 Wochen \| 4 \| Hanson \| MMMBop Clarke Isaac Hanson, Jordan Taylor Hanson, Zachary Walker Hanson \| – \| \| 20. Juli 1997 – 13. September 1997 8 Wochen \| 8 \| Puff Daddy feat. Faith Evans und 112 \| I’ll Be Missing You Faith Renee Evans, Gordon Matthew Sumner, Todd Gaither \| – \| \| 14. September 1997 – 20. September 1997 1 Woche \| 1 \| Will Smith \| Men in Black Willard C. Smith, Patrice L. Rushen, Terri McFaddin, Fred Douglas Washington Jr. \| – \| \| 21. September 1997 – 29. November 1997 10 Wochen \| 10 \| Elton John \| Something About the Way You Look Tonight / Candle in the Wind ’97 Elton John, Bernie Taupin \| – \| \| 30. November 1997 – 10. Januar 1998 6 Wochen \| 6 \| Aqua \| Barbie Girl Musik: Søren Rasted, Claus Norreen; Text: Søren Rasted, Claus Norreen, René Dif, Lene Crawford Nystrøm \| – \| |                                           |                                           | |                           |
| ← 1996 |                                           |                                           | | → 1998 →                  |
| Zeitraum | Wo. ges.                                  | Interpret                                 | Titel Autor(en) | Zusätzliche Informationen |
| (Zeitraum, Wochen auf Platz eins, Interpret, Titel, Autor[en], zusätzliche Informationen) |                                           |                                           | |                           |
| 14. Dezember 1996 – 4. Januar 1997 3 Wochen | 3                                         | Tic Tac Toe                               | Verpiss’ dich Musik: Thorsten Börger; Text: Thorsten Börger, Claudia Alexandra Wohlfromm, Liane Wiegelmann             | –                         |
| 5. Januar 1997 – 18. Januar 1997 2 Wochen | 2                                         | Toni Braxton                              | Un-Break My Heart Diane Eve Warren                                                                                     | –                         |
| 19. Januar 1997 – 1. März 1997 6 Wochen | 6                                         | Sarah Brightman & Andrea Bocelli          | Time to Say Goodbye (Con te partiró) Musik: Francesco Sartori; Text: Lucio Quarantotto                                 | –                         |
| 2. März 1997 – 29. März 1997 4 Wochen | 4                                         | No Doubt                                  | Don’t Speak Gwen Renee Stefani, Eric Matthew Stefani                                                                   | –                         |
| 30. März 1997 – 26. April 1997 4 Wochen | 4                                         | Tic Tac Toe                               | Warum? Thorsten Börger                                                                                                 | –                         |
| 27. April 1997 – 7. Juni 1997 6 Wochen | 6                                         | R. Kelly                                  | I Believe I Can Fly Robert Shirey Kelly                                                                                | –                         |
| 8. Juni 1997 – 14. Juni 1997 1 Woche | 1                                         | Nana                                      | Lonely Bülent Aris, Nana Abrokwa, Toni Cottura                                                                         | –                         |
| 15. Juni 1997 – 21. Juni 1997 1 Woche | 1                                         | Andrea Bocelli & Judy Weiss               | Vivo per lei (Ich lebe für sie) Musik: Valerio Zelli, Mauro Mengali; Text: Gigi Panceri; deutscher Text: Michael Kunze | –                         |
| 22. Juni 1997 – 19. Juli 1997 4 Wochen | 4                                         | Hanson                                    | MMMBop Clarke Isaac Hanson, Jordan Taylor Hanson, Zachary Walker Hanson                                                | –                         |
| 20. Juli 1997 – 13. September 1997 8 Wochen | 8                                         | Puff Daddy feat. Faith Evans und 112      | I’ll Be Missing You Faith Renee Evans, Gordon Matthew Sumner, Todd Gaither                                             | –                         |
| 14. September 1997 – 20. September 1997 1 Woche | 1                                         | Will Smith                                | Men in Black Willard C. Smith, Patrice L. Rushen, Terri McFaddin, Fred Douglas Washington Jr.                          | –                         |
| 21. September 1997 – 29. November 1997 10 Wochen | 10                                        | Elton John                                | Something About the Way You Look Tonight / Candle in the Wind ’97 Elton John, Bernie Taupin                            | –                         |
| 30. November 1997 – 10. Januar 1998 6 Wochen | 6                                         | Aqua                                      | Barbie Girl Musik: Søren Rasted, Claus Norreen; Text: Søren Rasted, Claus Norreen, René Dif, Lene Crawford Nystrøm     | –                         |

## Alben
| ← 1996 ← | Liste der Nummer-eins-Hits in der Schweiz | Liste der Nummer-eins-Hits in der Schweiz | Liste der Nummer-eins-Hits in der Schweiz | 1998 →                    |
| \| Zeitraum \| Wo. ges. \| Interpret \| Titel \| Zusätzliche Informationen \| \| (Zeitraum, Wochen auf Platz eins, Interpret, Titel, zusätzliche Informationen) \| \| \| \| \| \| ------------------------------------------------------------------------------ \| -------- \| -------------------------------- \| ---------------------- \| ------------------------- \| \| 22. Dezember 1996 – 4. Januar 1997 2 Wochen \| 2 \| Die Schlümpfe \| Voll der Winter Vol. 4 \| – \| \| 5. Januar 1997 – 11. Januar 1997 1 Woche (insgesamt 2) \| 2 \| Toni Braxton \| Secrets \| – \| \| 12. Januar 1997 – 25. Januar 1997 2 Wochen (insgesamt 4) \| 4 \| Andrea Bocelli \| Bocelli \| – \| \| 26. Januar 1997 – 1. Februar 1997 1 Woche (insgesamt 2) \| 2 \| Toni Braxton \| Secrets \| – \| \| 2. Februar 1997 – 8. Februar 1997 1 Woche (insgesamt 4) \| 4 \| Andrea Bocelli \| Bocelli \| – \| \| 9. Februar 1997 – 15. Februar 1997 1 Woche \| 1 \| Patent Ochsner \| Stella Nera \| – \| \| 16. Februar 1997 – 15. März 1997 4 Wochen \| 4 \| Madonna \| Evita (Soundtrack) \| – \| \| 16. März 1997 – 5. April 1997 3 Wochen \| 3 \| U2 \| Pop \| – \| \| 6. April 1997 – 19. April 1997 2 Wochen \| 2 \| Bee Gees \| Still Waters \| – \| \| 20. April 1997 – 26. April 1997 1 Woche (insgesamt 4) \| 4 \| Andrea Bocelli \| Bocelli \| – \| \| 27. April 1997 – 3. Mai 1997 1 Woche (insgesamt 4) \| 4 \| Andrea Bocelli \| Romanza \| – \| \| 4. Mai 1997 – 7. Juni 1997 5 Wochen \| 5 \| Tic Tac Toe \| Klappe die 2te \| – \| \| 8. Juni 1997 – 28. Juni 1997 3 Wochen (insgesamt 4) \| 4 \| Andrea Bocelli \| Romanza \| – \| \| 29. Juni 1997 – 12. Juli 1997 2 Wochen \| 2 \| Jon Bon Jovi \| Destination Anywhere \| – \| \| 13. Juli 1997 – 9. August 1997 4 Wochen \| 4 \| The Prodigy \| The Fat of the Land \| – \| \| 10. August 1997 – 16. August 1997 1 Woche \| 1 \| Puff Daddy and the Family \| No Way Out \| – \| \| 17. August 1997 – 13. September 1997 4 Wochen \| 4 \| Backstreet Boys \| Backstreet’s Back \| – \| \| 14. September 1997 – 4. Oktober 1997 3 Wochen \| 3 \| Polo Hofer und die Schmetterband \| Über alli Bärge \| – \| \| 5. Oktober 1997 – 11. Oktober 1997 1 Woche \| 1 \| Elton John \| The Big Picture \| – \| \| 12. Oktober 1997 – 8. November 1997 4 Wochen \| 4 \| Gotthard \| D-Frosted \| – \| \| 9. November 1997 – 29. November 1997 3 Wochen \| 3 \| Eros Ramazzotti \| Eros \| – \| \| 30. November 1997 – 7. Februar 1998 10 Wochen \| 10 \| Céline Dion \| Let’s Talk About Love \| – \| |                                           |                                           |                                           |                           |
| ← 1996 |                                           |                                           |                                           | → 1998 →                  |
| Zeitraum | Wo. ges.                                  | Interpret                                 | Titel                                     | Zusätzliche Informationen |
| (Zeitraum, Wochen auf Platz eins, Interpret, Titel, zusätzliche Informationen) |                                           |                                           |                                           |                           |
| 22. Dezember 1996 – 4. Januar 1997 2 Wochen | 2                                         | Die Schlümpfe                             | Voll der Winter Vol. 4                    | –                         |
| 5. Januar 1997 – 11. Januar 1997 1 Woche (insgesamt 2) | 2                                         | Toni Braxton                              | Secrets                                   | –                         |
| 12. Januar 1997 – 25. Januar 1997 2 Wochen (insgesamt 4) | 4                                         | Andrea Bocelli                            | Bocelli                                   | –                         |
| 26. Januar 1997 – 1. Februar 1997 1 Woche (insgesamt 2) | 2                                         | Toni Braxton                              | Secrets                                   | –                         |
| 2. Februar 1997 – 8. Februar 1997 1 Woche (insgesamt 4) | 4                                         | Andrea Bocelli                            | Bocelli                                   | –                         |
| 9. Februar 1997 – 15. Februar 1997 1 Woche | 1                                         | Patent Ochsner                            | Stella Nera                               | –                         |
| 16. Februar 1997 – 15. März 1997 4 Wochen | 4                                         | Madonna                                   | Evita (Soundtrack)                        | –                         |
| 16. März 1997 – 5. April 1997 3 Wochen | 3                                         | U2                                        | Pop                                       | –                         |
| 6. April 1997 – 19. April 1997 2 Wochen | 2                                         | Bee Gees                                  | Still Waters                              | –                         |
| 20. April 1997 – 26. April 1997 1 Woche (insgesamt 4) | 4                                         | Andrea Bocelli                            | Bocelli                                   | –                         |
| 27. April 1997 – 3. Mai 1997 1 Woche (insgesamt 4) | 4                                         | Andrea Bocelli                            | Romanza                                   | –                         |
| 4. Mai 1997 – 7. Juni 1997 5 Wochen | 5                                         | Tic Tac Toe                               | Klappe die 2te                            | –                         |
| 8. Juni 1997 – 28. Juni 1997 3 Wochen (insgesamt 4) | 4                                         | Andrea Bocelli                            | Romanza                                   | –                         |
| 29. Juni 1997 – 12. Juli 1997 2 Wochen | 2                                         | Jon Bon Jovi                              | Destination Anywhere                      | –                         |
| 13. Juli 1997 – 9. August 1997 4 Wochen | 4                                         | The Prodigy                               | The Fat of the Land                       | –                         |
| 10. August 1997 – 16. August 1997 1 Woche | 1                                         | Puff Daddy and the Family                 | No Way Out                                | –                         |
| 17. August 1997 – 13. September 1997 4 Wochen | 4                                         | Backstreet Boys                           | Backstreet’s Back                         | –                         |
| 14. September 1997 – 4. Oktober 1997 3 Wochen | 3                                         | Polo Hofer und die Schmetterband          | Über alli Bärge                           | –                         |
| 5. Oktober 1997 – 11. Oktober 1997 1 Woche | 1                                         | Elton John                                | The Big Picture                           | –                         |
| 12. Oktober 1997 – 8. November 1997 4 Wochen | 4                                         | Gotthard                                  | D-Frosted                                 | –                         |
| 9. November 1997 – 29. November 1997 3 Wochen | 3                                         | Eros Ramazzotti                           | Eros                                      | –                         |
| 30. November 1997 – 7. Februar 1998 10 Wochen | 10                                        | Céline Dion                               | Let’s Talk About Love                     | –                         |

## Jahreshitparaden
| ← 1996 ← | Liste der Nummer-eins-Hits in der Schweiz | Liste der Nummer-eins-Hits in der Schweiz | Liste der Nummer-eins-Hits in der Schweiz | 1998 →   |
| \| Singles \| Position# \| Alben \| \| -------------------------------------------------------------------------------------------------------------------------------------------------- \| --------- \| -------------------------- \| \| Time to Say Goodbye (Con te partiró) Sarah Brightman & Andrea Bocelli Musik: Francesco Sartori; Text: Lucio Quarantotto \| 1 \| Romanza Andrea Bocelli \| \| I’ll Be Missing You Puff Daddy feat. Faith Evans & 112 Faith Renee Evans, Gordon Matthew Sumner, Todd Gaither \| 2 \| Bocelli Andrea Bocelli \| \| Aïcha Khaled Musik: Jean-Jacques Goldman; Text: Jean-Jacques Goldman, Khaled Hadj Brahim \| 3 \| My Promise No Mercy \| \| I Believe I Can Fly R. Kelly Robert Shirey Kelly \| 4 \| Spice Spice Girls \| \| Don’t Let Go (Love) En Vogue Andrea Martin, Ivan A. Matias, Raymon Ameer Murray, Rico R. Wade, Patrick L. Brown \| 5 \| World in Motion DJ BoBo \| \| Don’t Speak No Doubt Gwen Renee Stefani, Eric Matthew Stefani \| 6 \| Secrets Toni Braxton \| \| Un-Break My Heart Toni Braxton Diane Eve Warren \| 7 \| Klappe die 2te Tic Tac Toe \| \| Vivo per lei (Ich lebe für sie) Andrea Bocelli & Judy Weiss Musik: Valerio Zelli, Mauro Mengali; Text: Gigi Panceri; deutscher Text: Michael Kunze \| 8 \| Tic Tac Toe \| \| Maria Ricky Martin Luis Gómez Escolar Roldan, Robert Edward Rosa, Karl C. Porter \| 9 \| Nana \| \| Mmmbop Hanson Clarke Isaac Hanson, Jordan Taylor Hanson, Zachary Walker Hanson \| 10 \| Still Waters Bee Gees \| |                                           |                                           |                                           |          |
| ← 1996 |                                           |                                           |                                           | → 1998 → |
| Singles | Position#                                 | Alben                                     |                                           |          |
| Time to Say Goodbye (Con te partiró) Sarah Brightman & Andrea Bocelli Musik: Francesco Sartori; Text: Lucio Quarantotto | 1                                         | Romanza Andrea Bocelli                    |                                           |          |
| I’ll Be Missing You Puff Daddy feat. Faith Evans & 112 Faith Renee Evans, Gordon Matthew Sumner, Todd Gaither | 2                                         | Bocelli Andrea Bocelli                    |                                           |          |
| Aïcha Khaled Musik: Jean-Jacques Goldman; Text: Jean-Jacques Goldman, Khaled Hadj Brahim | 3                                         | My Promise No Mercy                       |                                           |          |
| I Believe I Can Fly R. Kelly Robert Shirey Kelly | 4                                         | Spice Spice Girls                         |                                           |          |
| Don’t Let Go (Love) En Vogue Andrea Martin, Ivan A. Matias, Raymon Ameer Murray, Rico R. Wade, Patrick L. Brown | 5                                         | World in Motion DJ BoBo                   |                                           |          |
| Don’t Speak No Doubt Gwen Renee Stefani, Eric Matthew Stefani | 6                                         | Secrets Toni Braxton                      |                                           |          |
| Un-Break My Heart Toni Braxton Diane Eve Warren | 7                                         | Klappe die 2te Tic Tac Toe                |                                           |          |
| Vivo per lei (Ich lebe für sie) Andrea Bocelli & Judy Weiss Musik: Valerio Zelli, Mauro Mengali; Text: Gigi Panceri; deutscher Text: Michael Kunze | 8                                         | Tic Tac Toe                               |                                           |          |
| Maria Ricky Martin Luis Gómez Escolar Roldan, Robert Edward Rosa, Karl C. Porter | 9                                         | Nana                                      |                                           |          |
| Mmmbop Hanson Clarke Isaac Hanson, Jordan Taylor Hanson, Zachary Walker Hanson | 10                                        | Still Waters Bee Gees                     |                                           |          |